# Печера «Озерна»
Пече́ра Озе́рна (інші назви — Голубі озера, Попова Яма) — гіпсова печера, геологічна пам'ятка природи загальнодержавного значення в Україні. Розташована в межах Чортківського району Тернопільської області, біля села Стрілківці.
Сумарна довжина досліджених ходів — 142 км (станом на 2009 рік — 128 км).

## Опис і районування
Озерну відкрили місцеві жителі в 1940-х рр. Вхід до печери розташований за 1 км від південно-західної околиці Стрілківців, на дні великої карстової лійки завглибшки 18 м, який на 30-метровій глибині переходить у вузький замулений хід. Щоб потрапити в лабіринти печери, перші 15—20 м треба проповзти по мокрій глині, далі починаються сухі та просторі коридори. Вхідна зала — галерея завдовжки близько 100 м, завширшки 15 м, висота сягає 4 м. Ця печера — єдина на Поділлі, що має підземні озера. В печері багато обвальних нагромаджень. На стінах часто трапляються скупчення вторинного гіпсу.
Її понад 130-кілометровий лабіринт вабить особливою красою, про що говорить назви залів, як-от: зал Сонця, Кристал, Зимова казка, Сьоме небо, Альпи, Мансарда, Циклоп, Алігатор, Сороконіжка, Мінотавра, Цікавий, Мегери, Хід чорних тюльпанів; галереї — Велетнів, Нептуна, Чумацький шлях, Рубікон, Великі білі галереї, Газовий та Готичний комин, озеро Неждане і Капітана Немо; райони — Загублений світ, Срібних голок, Перехідний, Морія.
Складається враження, що все навколо покрити інеєм, світло малює в уяві фантастичні образи. В дальніх районах знайти зручну для проходу стежку стає тяжче — тут великі нагромадження кам'яних брил, хаотично розташованих кам'яних фігур. У Жовтневому районі величезні, незвичної краси зали.
Періодично печера затоплюється. Тоді більшість широких проходів, залів, галерей перетворюються у плесо озер, які можна подолати лише в надувних човнах, а в окремі райони взагалі не проникнути без акваланга. Свого часу був випадково відкритий новий район, у якому спелеологи знайшли сотні фрагментів кісток різних тварин.
24 липня 2025 року у печері відбулися спільні навчання гірських пошуково-рятувальних підрозділів ДСНС. Участь взяли рятувальники з Тернопільської, Львівської, Закарпатської, Івано-Франківської та Чернівецької областей.